# 長嶺寛明
長嶺 寛明（ながみね ひろあき、1980年3月31日 - ）は、宮崎県西都市出身のサッカー指導者である。

## 来歴
2025年1月5日、J3リーグからJFLに降格したY.S.C.C.横浜の監督に就任。
2025年7月10日、Y.S.C.C横浜は長嶺寛明監督の契約を解除した。

## 選手歴
- 1995年 - 1998年 宮崎県立妻高等学校
- ? - 2003年 名古屋外国語大学

## 指導歴
- 2004年 - 2006年 筑波大学大学院体育研究科　健康教育学専攻
- 2006年 - 2007年  横浜FC テクニカルスタッフ
- 2008年 - 2009年  ジェフユナイテッド市原・千葉 テクニカルスタッフ
- 2010年  浦和レッズ 強化部
- 2011年 - 2017年7月  浦和レッズ コーチ
- 2018年 - 2021年  北海道コンサドーレ札幌 コーチ
- 2022年 - 2023年  ブリーラム・ユナイテッドFC コーチ
- 2024年   ソウルイーランドFC 戦術分析コーチ
- 2025年 - 同年7月  Y.S.C.C.横浜 監督